# Ульяновщина (Ленинградская область)
Ульяновщина — деревня в Большедворском сельском поселении Бокситогорского района Ленинградской области.

## История
УЛЬЯНОВЩИНА — деревня Труфановского общества, прихода Озерского погоста. Река Тихвинка.  

Крестьянских дворов — 6. Строений — 7, в том числе жилых — 6.

Число жителей по семейным спискам 1879 г.: 13 м. п., 13 ж. п.; по приходским сведениям 1879 г.: 15 м. п., 15 ж. п.

В конце XIX века — начале XX века деревня административно относилась к Деревской волости 5-го земского участка 3-го стана Тихвинского уезда Новгородской губернии.

УЛЬЯНОВЩИНА — деревня Труфановского общества, дворов — 8, жилых домов — 8, число жителей: 26 м. п., 33 ж. п.
 
Занятия жителей — земледелие, отхожие заработки. Река Тихвинка. (1910 год)

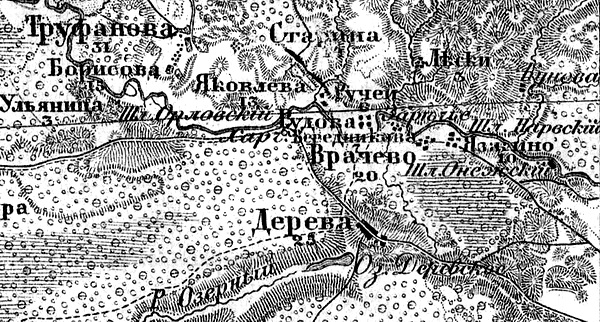
Деревня Ульяновщина на карте 1913 года

Согласно карте Новгородской губернии 1913 года, деревня называлась Ульяница и насчитывала 3 крестьянских двора.
По данным 1933 года деревня Ульяновщина входила в состав Труфановского сельсовета Ефимовского района.
По данным 1966 и 1973 годов деревня Ульяновщина входила в состав Труфановского сельсовета Бокситогорского района.
По данным 1990 года деревня Ульяновщина входила в состав Большедворского сельсовета.
В 1997 году в деревне Ульяновщина Большедворской волости проживали 9 человек, в 2002 году — 7 человек (русские — 86 %).
В 2007 году в деревне Ульяновщина Большедворского СП проживали 7 человек, в 2010 году — 1.

## География
Деревня расположена в северо-западной части района близ автодороги 41К-035 (Большой Двор — Самойлово).
Расстояние до административного центра поселения — 23 км.
Расстояние до ближайшей железнодорожной станции Большой Двор — 28 км.
Деревня находится на левом берегу реки Тихвинка.

## Демография
| 1997 | 2002 | 2007 | 2010 | 2017 |
| ---- | ---- | ---- | ---- | ---- |
| 9    | ↘7   | →7   | ↘1   | ↗19  |